# Горан Булатович
Горан Булатович (серб. Горан Булатовић; нар. 24 серпня 1985, Подгориця, Чорногорія) — чорногорський та сербський борець греко-римського стилю, переможець Середземноморського чемпіонату, учасник чемпіонатів світу, Європи та Середземноморських ігор.

## Життєпис
Боротьбою почав займатися з 1999 року. До 2009 року представляв Чорногорію. З 2011 року почав виступи за збірну Сербії. Дворазовий чемпіон (2009, 2015) та багаторазовий чемпіонатів Сербії з греко-римської боротьби.
Виступав за спортивний клуб «Партизан» Белград. Тренер — Боско Кечман (з 1999) 
 Мілорад Докманець (з 2010).

## Спортивні результати на міжнародних змаганнях

### Виступи на Чемпіонатах світу
| Змагання                        | Збірна     | Вагова категорія                 | Місце |
| ------------------------------- | ---------- | -------------------------------- | ----- |
| Чемпіонат світу з боротьби 2007 | Чорногорія | греко-римська боротьба, до 74 кг | 32    |
| Чемпіонат світу з боротьби 2009 | Чорногорія | греко-римська боротьба, до 74 кг | 28    |
| Чемпіонат світу з боротьби 2011 | Сербія     | греко-римська боротьба, до 74 кг | 27    |

### Виступи на Чемпіонатах Європи
| Змагання                         | Збірна     | Вагова категорія                 | Місце |
| -------------------------------- | ---------- | -------------------------------- | ----- |
| Чемпіонат Європи з боротьби 2008 | Чорногорія | греко-римська боротьба, до 74 кг | 23    |
| Чемпіонат Європи з боротьби 2009 | Чорногорія | греко-римська боротьба, до 74 кг | 27    |
| Чемпіонат Європи з боротьби 2012 | Сербія     | греко-римська боротьба, до 74 кг | 18    |

### Виступи на Середземноморських чемпіонатах
| Змагання                                     | Збірна | Вагова категорія                 | Місце  |
| -------------------------------------------- | ------ | -------------------------------- | ------ |
| Середземноморський чемпіонат з боротьби 2012 | Сербія | греко-римська боротьба, до 84 кг | 5      |
| Середземноморський чемпіонат з боротьби 2015 | Сербія | греко-римська боротьба, до 80 кг | Золото |

### Виступи на Середземноморських іграх
| Змагання                    | Збірна     | Вагова категорія                 | Місце |
| --------------------------- | ---------- | -------------------------------- | ----- |
| Середземноморські ігри 2009 | Чорногорія | греко-римська боротьба, до 74 кг | 8     |
| Середземноморські ігри 2009 | Чорногорія | вільна боротьба, до 84 кг        | 9     |

### Виступи на інших змаганнях
| Змагання                                                         | Збірна     | Вагова категорія                 | Місце |
| ---------------------------------------------------------------- | ---------- | -------------------------------- | ----- |
| Олімпійський кваліфікаційний турнір з боротьби 2008 (Роме-Остія) | Чорногорія | греко-римська боротьба, до 74 кг | 24    |
| Олімпійський кваліфікаційний турнір з боротьби 2008 (Новий Сад)  | Чорногорія | греко-римська боротьба, до 74 кг | 5     |
| Турнір Дана Колова — Николи Петрова 2008                         | Чорногорія | греко-римська боротьба, до 74 кг | 9     |
| Турнір Дана Колова — Николи Петрова 2012                         | Сербія     | греко-римська боротьба, до 74 кг | 12    |
| Золотий Гран-прі з боротьби 2012 (Сомбатгей)                     | Сербія     | греко-римська боротьба, до 84 кг | 21    |
| Олімпійський кваліфікаційний турнір з боротьби 2012 (Гельсінкі)  | Сербія     | греко-римська боротьба, до 84 кг | 25    |
| Міжнародний турнір Любомира Івановича-Гедзи 2012                 | Сербія     | греко-римська боротьба, до 84 кг | 4     |
| Турнір Івана Піддубного 2013                                     | Сербія     | греко-римська боротьба, до 84 кг | 32    |
| Турнір Івана Піддубного 2014                                     | Сербія     | греко-римська боротьба, до 80 кг | 21    |